# The Invisible Man (2020)
The Invisible Man is een Amerikaanse-Australische sciencefictionhorror uit 2020 geregisseerd en geschreven door Leigh Whannell. De film is een moderne bewerking van de gelijknamige roman van H.G. Wells en een reboot op de gelijknamige film uit 1933. De hoofdrollen worden vertolkt door Elisabeth Moss, Aldis Hodge, Storm Reid, Harriet Dyer en Oliver Jackson-Cohen.

## Verhaal
Cecilia Kass zit in een verstrengelde relatie met de rijke wetenschapper Adrian Griffin. Op een nacht lukt het Kass te ontsnappen en duikt onder bij haar zus en dier man. Twee weken later komt Kass erachter dat haar man zelfmoord heeft gepleegd en zij een grote erfenis op haar naam krijgt. Kass vertrouwt dit echter niet en vermoedt al snel dat de dood in scène is gezet.

## Rolverdeling
| Acteur               | Personage      |
| -------------------- | -------------- |
| Elisabeth Moss       | Cecilia Kass   |
| Oliver Jackson-Cohen | Adrian Griffin |
| Aldis Hodge          | James Lanier   |
| Storm Reid           | Sydney Lanier  |
| Harriet Dyer         | Emily Kass     |
| Michael Dorman       | Tom Griffin    |

## Productie
De productie van The Invisible Man begon in 2007 toen David S. Goyer verantwoordelijk zou zijn voor het script. Goyer bleef nauw verbonden aan het project tot 2011.
In januari 2019 werd er nieuw leven in het project geblazen door producent Jason Blum. Ook nam Leigh Whannell het scenario over van Goyer en werd ook bekendgemaakt dat Whannell de regierol op zich nam.

### Casting
In maart 2019 toonde Elisabeth Moss interesse om de hoofdrol te vertolken. Een maand later raakte bekend dat Moss officieel was gecast als Cecila Kass. Storm Reid, Aldis Hodge, Harriet Dayer en Oliver Jackson-Cohen werden in juli 2019 aan het project toegevoegd.

### Opnames
De opnames gingen op 16 juli 2019 van start in Sydney en eindigden op 17 september 2019.

## Release
The Invisible Man ging op 18 februari 2020 in première in Londen. In de Verenigde Staten is de film op 28 februari uitgebracht en in Nederland is deze één week later in de bioscoop verschenen. De film wordt uitgebracht in IMAX en Dolby Cinema.
The Invisible Man ontvangt overwegend positieve recensies. Op Rotten Tomatoes heeft de film een waarde van 91%, gebaseerd op 345 recensies. Op Metacritic heeft de film een gemiddelde score van 71/100, gebaseerd op 57 recensies. De film was vanaf de aanvang een commercieel succes.